# The Tunnel Workers
The Tunnel Workers è un cortometraggio muto del 1906. Il nome del regista non viene riportato. Tutti e tre gli attori erano ai loro esordi sullo schermo: il film fu il debutto assoluto per Guy Hedlund mentre per Jim Slevin e Kate Toncray fu la loro seconda prova cinematografica.

## Trama
Un triangolo amoroso che vede contrapposti due uomini che lavorano al progetto di un tunnel, rivali a causa della moglie di uno dei due. La vicenda prende tinte drammatiche quando, lavorando sotto il fiume Hudson, il sovrintendente ai lavori e il caposquadra danno sfogo alla loro rivalità.

## Produzione
Il film fu prodotto dall'American Mutoscope & Biograph.

## Distribuzione
Distribuito dall'American Mutoscope & Biograph, uscì nelle sale cinematografiche USA il 15 novembre 1906.
Copia della pellicola - i cui diritti sono di pubblico dominio - viene conservata negli archivi della Library of Congress.